# Chaluha malá
Chaluha malá (Stercorarius longicaudus) je nejmenším druhem chaluhy s cirkumpolárním rozšířením.

## Popis

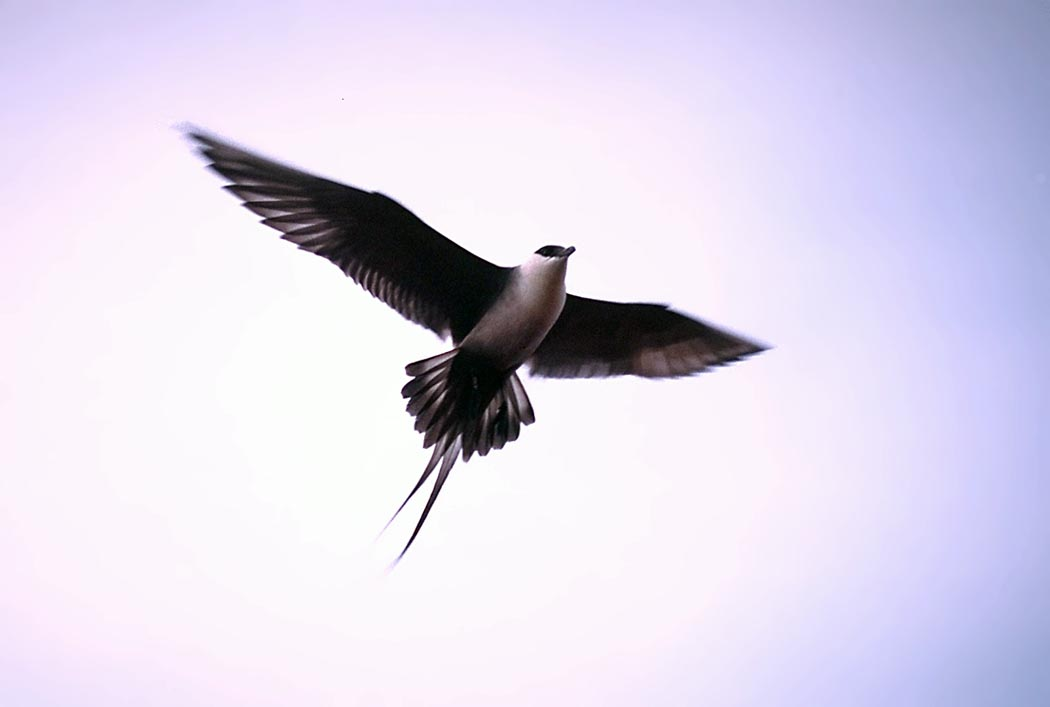
Dospělý pták v letu

Dospělí ptáci se vyskytují pouze ve světlé formě. Spodní část těla je vpředu bílá, za břichem postupně přechází do šedého zbarvení. Hřbet a křídelní krovky jsou světle hnědošedé, letky černavé (tímto kontrastním zbarvením křídel se liší od chaluhy pomořanské a chaluhy malé). Dalším charakteristickým znakem je absence bílých polí v křídlech, bílé jsou pouze ostny krajních dvou letek. Hlava je bílá s černou čepičkou a obvykle žlutavým nádechem lící. STřední ocasní pera jsou velmi dlouhá, přesahují zbytek ocasu o 15–25 cm. Mladí ptáci se vyskytují ve třech barevných formách (světlá, přechodná a tmavá), vždy jsou jednobarevně hnědí s výrazným proužkováním.

## Rozšíření

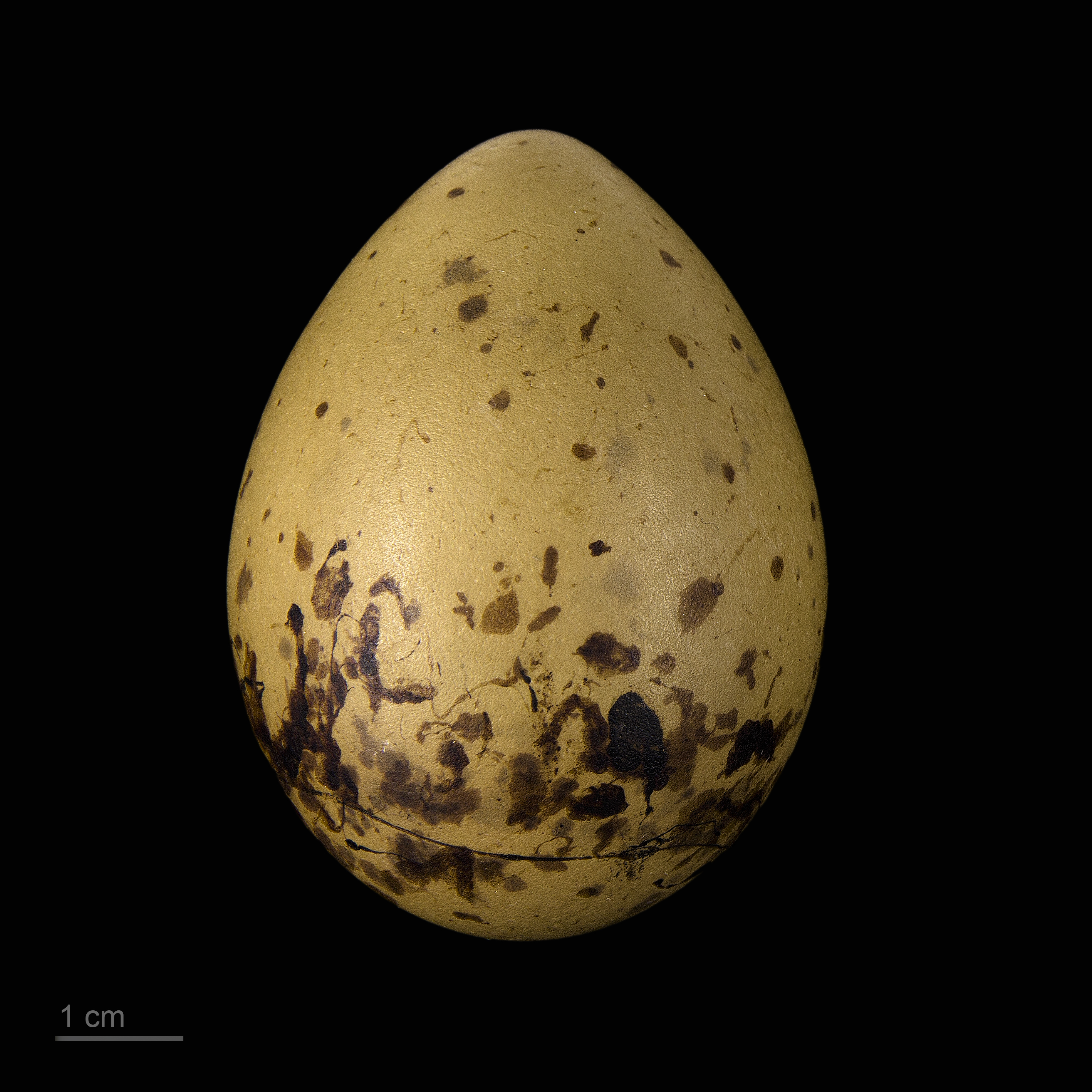
Stercorarius longicaudus

Hnízdí cirkumpolárně v arktických oblastech severní polokoule, většinou na sever od severního polárního kruhu. Tažný druh. Přesné zimoviště není známo, rozptylují se zřejmě v mírných až subtropických vodách Atlantského a Tichého oceánu. Nepravidelně zaletuje do vnitrozemí včetně České republiky, kde byla po roce 1989 zjištěna nejméně čtyřikrát.